# Fibra óptica
Fibra óptica (ou fibra ótica) é um filamento flexível e transparente fabricado a partir de vidro ou plástico extrudido e que é utilizado como condutor de elevado rendimento de luz, imagens ou impulsos codificados. Tem diâmetro de alguns micrometros, ligeiramente superior ao de um fio de cabelo humano. Por ser um material que não sofre interferências eletromagnéticas, a fibra óptica possui uma grande importância em sistemas de comunicação de dados.
Inicialmente as fibras ópticas eram utilizadas como guias de transmissão de sinais ópticos e operavam entre distâncias limitadas, pois apresentavam grande perda de luz na transmissão, alto calor que os lasers produziam e tinham problemas com as emendas. Contudo, em meados dos anos 70, ocorreu um aprimoramento significativo das técnicas ópticas utilizadas e, devido a isso, tornou-se possível a monitoração de grandezas e a troca de informações a longas distâncias. No Brasil a fibra óptica foi introduzida apenas em 1977, após grandes pesquisas, realizadas na sua maioria pela UNICAMP.

## Tipos

### Monomodo
Há dois tipos de denominação recorrentes às fibras ópticas, os quais possuem características e finalidades próprias. Um deles é a fibra óptica monomodo. Esta apresenta um único caminho possível de propagação e é a mais utilizada em transmissão a longas distâncias (devido a baixas perdas de informação).
As fibras monomodo são compostas por um fio de núcleo de diâmetro muito pequeno (8,3 µm ) que suporta um único modo de transmissão de luz.  As fibras monomodo são usadas para links de comunicação maiores que 1000 metros.
Na fibra monomodo, o feixe de luz se propaga em linha reta, não havendo dispersão modal.

### Multimodo
A fibra multimodo permite a propagação da luz em diversos modos e é a mais utilizada em redes locais (LAN), devido ao seu custo moderado.
A fibra multimodo requer eletrônicos e conectores mais baratos, embora o custo da fibra seja geralmente mais alto do que a fibra monomodo. As fibras multimodo geralmente têm um diâmetro de núcleo maiores são usados para links de comunicação de curta distância e para aplicações onde a transmissão de alta potência é necessária.
Na fibra multimodo, a luz é refletida várias vezes na parede do cabo, ocorrendo o fenômeno de dispersão modal, o que faz o sinal perder força.
Em redes de fibra óptica, as fibras multimodo facilitam a realização de emendas, quando comparadas às fibras monomodo, visto que elas tem maior diâmetro que a monomodo, por isso fica mais fácil de fazer emendas.

## Geometria

Representação ilustrativa da fibra óptica

As fibras ópticas consistem, geralmente, de um núcleo central cilíndrico e transparente de vidro puro, o qual é envolvido por uma camada de material com menor índice de refração (fator que viabiliza a reflexão total). Ou seja, a fibra óptica é composta por um material com maior índice de refração (núcleo) envolto por um material com menor índice de refração (casca). Ao redor da casca ainda há uma capa feita de material plástico necessária para proteger o interior contra danos mecânicos.

## Funcionamento

Representação de dois raios de luz se propagando dentro de uma fibra ótica. Nessa imagem percebe-se o fenômeno da reflexão total no feixe de luz "a"

A transmissão da luz pela fibra segue um princípio único, independentemente do material usado ou da aplicação: é lançado um feixe de luz numa extremidade da fibra e, pelas características ópticas do meio (fibra), esse feixe percorre a fibra por meio de reflexões sucessivas. A fibra possui no mínimo duas camadas: o núcleo (filamento de vidro) e o revestimento (material eletricamente isolante). No núcleo, ocorre a transmissão da luz propriamente dita. A transmissão da luz dentro da fibra é possível graças a uma diferença de índice de refração entre o revestimento e o núcleo, sendo que o núcleo possui sempre um índice de refração mais elevado, característica que aliada ao ângulo de incidência do feixe de luz, possibilita o fenômeno da reflexão total.  Ou seja, a luz é mantida no núcleo através de reflexão interna total. Isto faz com que a fibra funcione como guia de onda, transmitindo luz entre as duas extremidades.[carece de fontes?]

### Reflexão total
A reflexão total é um fenômeno óptico que se apresenta quando a luz incidente sobre uma superfície que separa dois meios, no sentido do maior para o menor índice de refração, tem reflexão total. Esse fenômeno só possível se o ângulo de incidência for maior que o ângulo limite.
{\displaystyle n_{n}\cdot \sin \theta _{i}=n_{c}\cdot \sin \theta _{r}}
De modo que {\displaystyle n_{c}<n_{n}}.
Para termos a reflexão total, o {\displaystyle \theta _{i}} tem de ser maior do que o {\displaystyle \theta _{crit}}, o qual ocorre quando o ângulo de refração for de 90º.
{\displaystyle n_{n}\cdot \sin \theta _{i}=n_{c}\cdot \sin 90^{\circ }}, como seno de 90º é 1,
{\displaystyle \sin \theta _{i}={\frac {n_{c}}{n_{n}}}}
{\displaystyle \theta _{\text{crit}}=\arcsin \left({\frac {n_{c}}{n_{n}}}\right)}
{\displaystyle n_{c}=} Índice de refração da casca
{\displaystyle n_{n}=} Índice de refração do núcleo

A reflexão interna total da fibra ótica segue o mesmo princípio da água com o ar

{\displaystyle \theta _{i}=} Ângulo de incidência (em relação à normal)
{\displaystyle \theta _{r}=} Ângulo de refração (em relação à normal)
{\displaystyle \theta _{crit}=} Ângulo máximo em que ainda ocorre refração
Desse modo, a partir do {\displaystyle \theta _{crit}} , ocorrerá o fenômeno da reflexão total dentro da fibra óptica, de modo que apenas os raios com {\displaystyle \theta >\theta _{crit},} permanecerão no núcleo.

### Transmissão
Mesmo confinada a um meio físico, a luz transmitida pela fibra óptica proporciona o alcance de taxas de transmissão (velocidades) elevadíssimas, da ordem de 109 a 1010 bits por segundo (cerca de 40 Gbps), com baixa taxa de atenuação por quilômetro. Mas a velocidade de transmissão total possível ainda não foi alcançada pelas tecnologias existentes. Como a luz se propaga no interior de um meio físico, sofrendo ainda o fenômeno de reflexão, ela não consegue alcançar a velocidade de propagação no vácuo, que é de cerca de 300.000 km/s.
Para transmitir dados pela fibra ótica, são necessários equipamentos especiais, que contêm um componente fotoemissor, que pode ser um diodo emissor de luz ou um diodo laser. O fotoemissor converte sinais elétricos em pulsos de luz que representam os valores digitais binários (0 e 1). Tecnologias como WDM fazem a multiplexação de vários comprimentos de onda em um único pulso de luz, chegando a taxas de transmissão de 1,6 terabits por segundo em um único par de fibras.

### Atenuação e limitações
A atenuação é o motivo pelo qual a fibra óptica tornou-se tão importante nas telecomunicações. Ela define a distância máxima (alcance) que um sistema de transmissão óptico pode ter entre emissor e receptor.
A fórmula que define é:
{\displaystyle a=10\cdot log({\frac {Pi}{Po}})\cdot {\frac {1}{L}}}
Na qual:
- {\displaystyle Pi} é a potência na entrada;
- {\displaystyle Po} é a potência na saída; e
- {\displaystyle L} é o comprimento da fibra.

As atenuações em fibras ópticas são causadas, basicamente, por 4 razões:
Absorção, espalhamento, curvaturas e características do guia de onda.

## Aplicações

### Cabos submarinos

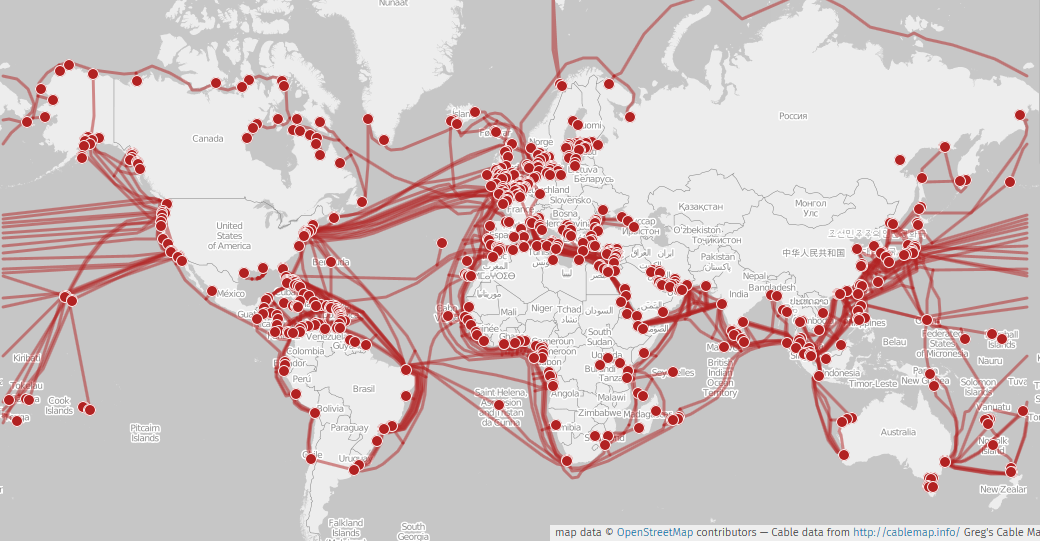
Mapa de cabos submarinos

Os cabos de fibra ótica atravessam oceanos ligando os continentes através dos cabos submarinos. Existem milhares de quilômetros de extensão de cabos sob o mar, atravessando fossas e montanhas submarinas. Nos anos 80, tornou-se disponível, o primeiro cabo fibra óptica intercontinental desse tipo. Instalado em 1988, o cabo associado ao sistema TAT-8, tinha capacidade para 40.000 conversas telefônicas simultâneas, usando tecnologia digital. Desde então, a capacidade dos cabos aumentou. Alguns cabos que atravessam o oceano Atlântico têm capacidade para 200 milhões de circuitos telefônicos.
Os milhares de quilômetros de fibra ótica presentes nos cabos submarinos representam aproximadamente 99% das conexões existentes em nosso planeta. Desse modo, a internet coberta pelos satélites tem uma atuação secundária em comparação a tais cabos. Existem cabos de tamanhos exorbitantes. Um grande exemplo disso é o SeaMeWe 3 que sai da Alemanha e chega até a Coreia do Sul, o qual conecta 32 países e possui em torno de 39 mil quilômetros de extensão. Os cabos possuem uma estrutura composta de 8 camadas com um diâmetro total de cerca de 7 centímetros.

### Forças armadas
Drones de fibra ótica têm sido usados na Guerra Russo-Ucraniana desde março de 2024. Este tipo de drones é imune à interferência eletromagnética e não é afetado pelos sistemas de guerra eletrónica. Um sistema de controlo de enxame de drones de camião chamado Cerberus, com drones conectados por fibra ótica ao sistema do camião, está a ser desenvolvido na Rússia à data de fevereiro de 2025.
A fibra ótica foi usada no passado no MGM-157 EFOGM (Enhanced Fiber Optic Guided Missile) desenvolvido para o Exército dos EUA durante as décadas de 1980 e 1990.

### Redes telefônicas
As fibras óticas são amplamente utilizadas em redes telefônicas. Em comparação com os cabos convencionais de metal, permitem a transmissão de dados a distâncias muito superiores e com maior largura de banda, de modo que economizam custos em relação aos demais cabos utilizados para os mesmos fins.

### Medicina
As fibras óticas podem ainda ser utilizadas para diversas aplicações, como iluminação, sensores, lasers ou em instrumentos médicos para examinar as cavidades interiores do corpo.

## Vantagens
- Perda de transmissão muito baixa;
- Imunidade à interferência de outros sinais e ruídos;
- Isolamento elétrico;
- Velocidade de transmissão;
- Maior vida útil;
- Baixo custo.[16]

## Desvantagens
Apesar das vantagens listadas acima, a fibra óptica tem uma série de desvantagens em comparação com outros meios de transmissão, as mais relevantes das quais são as seguintes:
- Custo inicial elevado;
- A alta fragilidade das fibras;
- Necessidade de usar transmissores e receptores mais caros;
- A emenda entre fibras é difícil de ser realizada, principalmente em campo, dificultando os reparos em caso de quebra do cabo;
- Ele não pode transmitir eletricidade para alimentar repetidores intermediários;
- A fibra óptica convencional não pode transmitir altas potências;
- Não há memórias ópticas;